# Мозамбикско-турецкие отношения
Мозамбикско-турецкие отношения — внешние двусторонние отношения между Мозамбиком и Турцией. С 15 марта 2011 года у Турции есть посольство в Мапуту, а посол Мозамбика в Риме, Италия также аккредитован в Турции.

## Дипломатические отношения
Турция изначально сочувствовала Эдуарду Мондлане, умеренному социалисту, получившему образование в США, основавшему Фронт освобождения Мозамбика, чтобы начать вооружённую борьбу против Португалии. При этом Турция внешне продолжала поддерживать союзника по НАТО. Отношения между Мозамбиком и Турцией стали очень напряженными, когда Самора Машел, сторонник жесткого марксизма, стал лидером Фронта освобождения Мозамбика. При Машеле ФРЕЛИМО был печально известен тем, что дал белым мозамбикцам позорную «формулу 24/24» — уйти через 24 часа с 24 килограммами вещей — и национализировал большинство крупных частных и церковных владений. С помощью Советского Союза Самора Машел преследовал северные племена и католическую церковь и был ответственен за от 10 000 до 100 000 смертей.
После дипломатической оттепели между Саморой Машел и США Рейгана в 1985 году Турция начала оказывать Мозамбику экономическую помощь, которая продолжалась после того, как преемник Машела Жоаким Чиссано ускорил либерализацию экономики и анонсировал отход от марксизма.

## Экономические отношения
- Объём торговли между двумя странами в 2019 году составил 153 миллиона долларов США[1].
- Турецкие ПИИ составляют 19 % от общего объёма ПИИ в Мозамбик[1].